# SC-09A 4WD特戰突擊車
SC-09A國造4WD特戰突擊車，英文(SC-09A 4WD Special combat Assault Vehicle(SAV))，是由星僑企業為中華民國陸軍生產的四輪傳動戰術全地形車。定位上與國外的傘兵突擊車(PAV)或快速突擊車(FAV)類似，能使用運輸機和直升機進行快速布署，其配備的火力也能滿足輕型武力偵察以及基本反裝甲能力。

## 開發簡史
為仿效美軍海豹突擊隊在波斯灣戰爭中的沙漠巡邏車(Desert Patrol Vehicle)的使用經驗，中華民國陸軍於2009年招標國造「四輪傳動突擊車」的採購案，最終由星僑企業得標該總數56台的案子。該車底盤與動力技術來自於福特汽車的Escape 2.3 4WD車型，重新設計了車頭型式，加裝前保險桿，並改採用鋼質水箱護板，將上層結構改為防滾鋼架籠型並增加可供直升機吊掛的吊掛孔，亦於車頭前方加裝油壓絞盤。由於改裝自民用車輛，因此開發難度不高。但是隨後追加的COBHAM車內通信系統VIS LV2與HID高照明頭燈，也使得本車的最終成交價攀升到190萬，在當時引起了全國民眾及網友的注意。

## 戰術運用
戰術運用方面，設計強調空降與機降的運用，能由運輸機載運空降，或是由CH-47SD直升機和UH-60M黑鹰直升机機降至敵方腹地，伴隨著特戰官兵插入敵方要害，並能提供快速、高機動性及高運量的機動載台。同時因地制宜，也能支援山隘行軍的偵查，及適用於山林間的產業道路的行進。其搭載的兩挺T-75班用機槍與兩具國造66火箭彈亦能提供有效的軟目標攻擊能力。

UH-60M黑鹰直升机懸掛著特戰突擊車執行演習。

## 性能不足爭議
由於本身是改裝自民用休旅車底盤，也缺乏越野車常見的加力箱和越野胎，因此在越野能力方面只適合輕度越野。不理想的越野性能再加上相對高昂的車價也使得民眾對此車存在爭議。

## 使用部隊
- 中華民國
  - 中華民國陸軍
    - 中華民國陸軍航空特戰指揮部

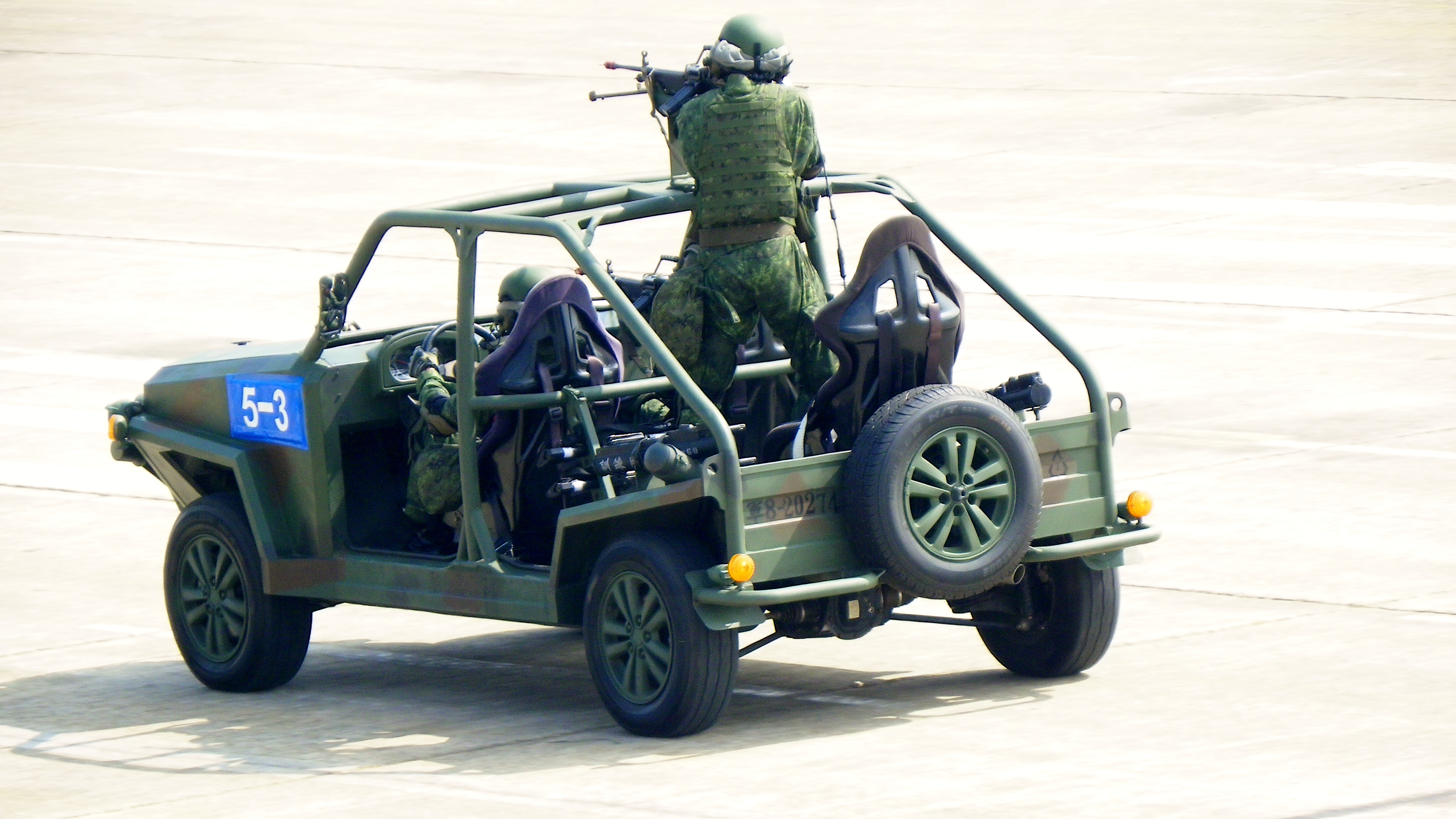
後視圖，此車為3座型。
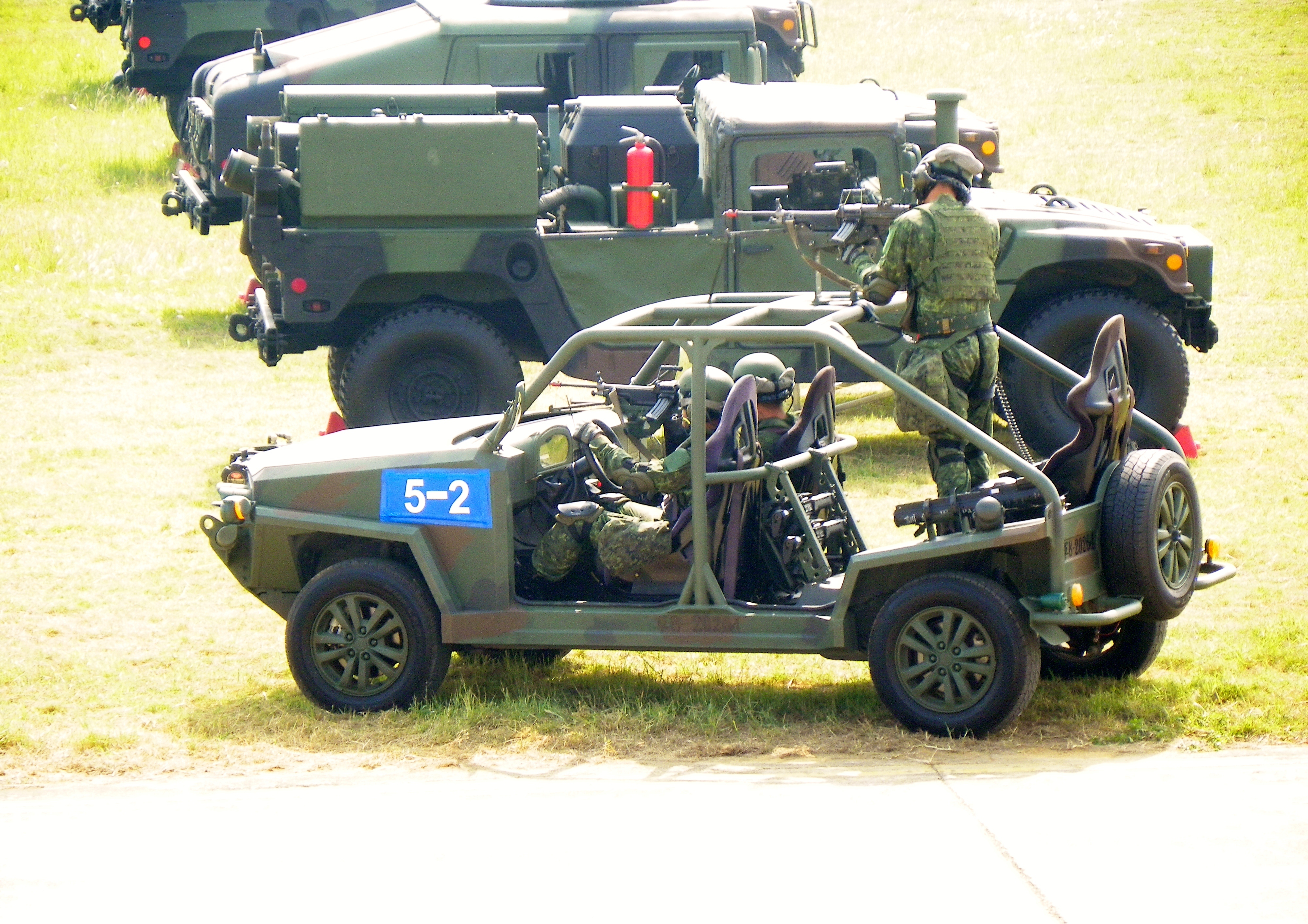
側視圖，此車為3座型。
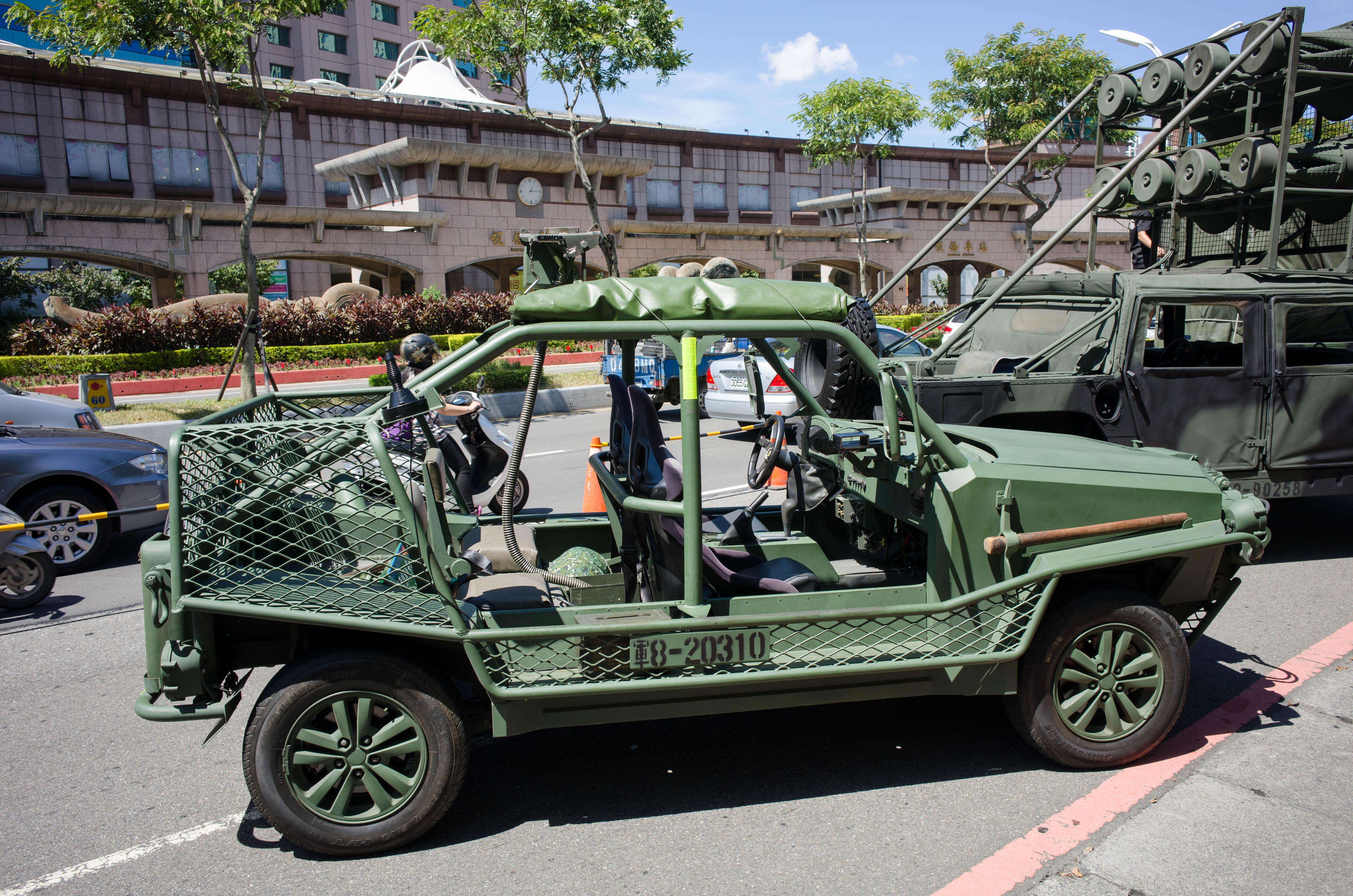
側視圖，此車為4座型。
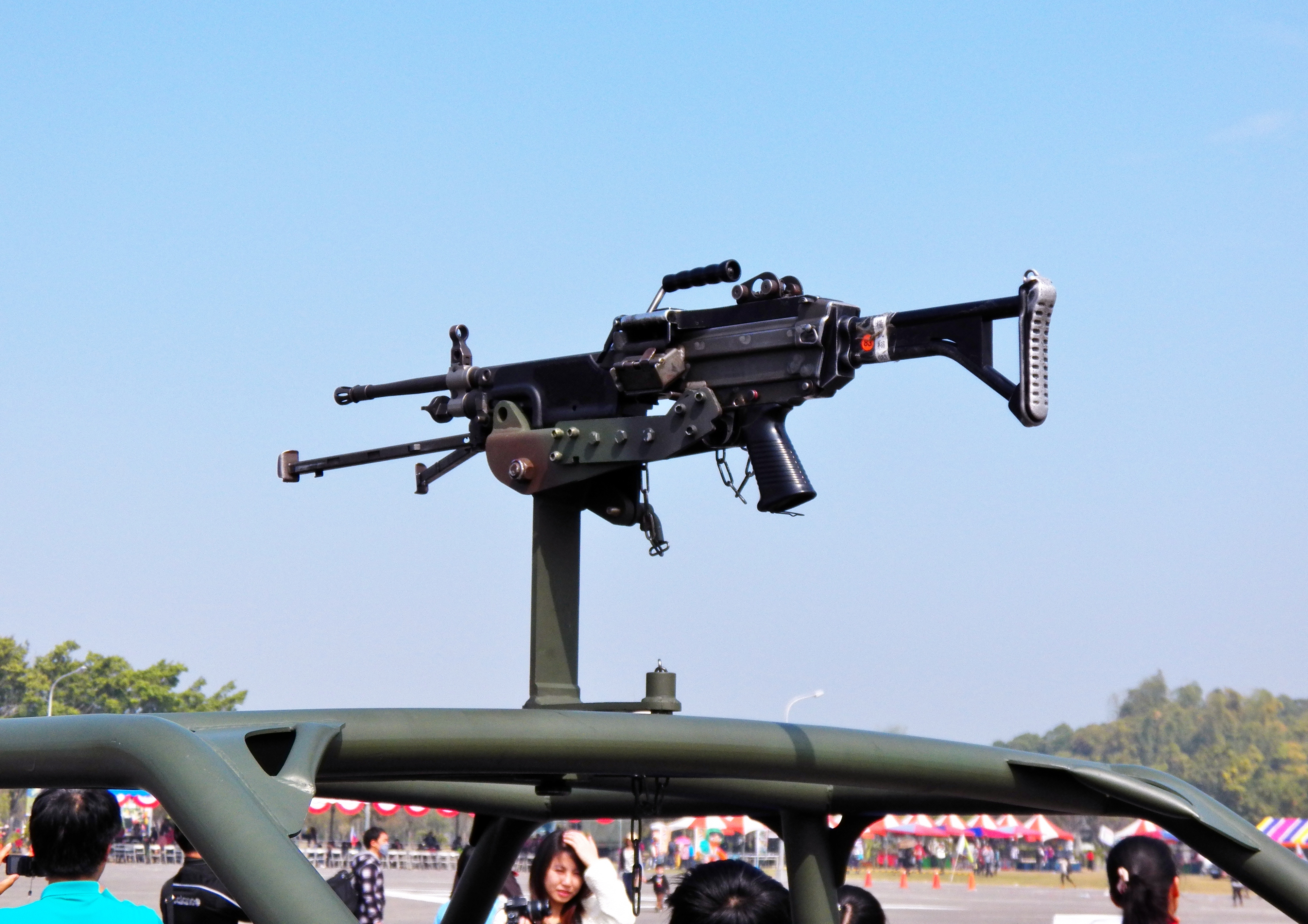
上視圖，配備一挺M249班用自動武器。

### 引用
1. ↑  Taipei Times. . Taipei Times. 2012-05-01  [2022-12-02]. （原始内容存档于2022-12-02） （英语）.
2. ↑  上報Up Media. . 上報Up Media. 2021-01-05  [2022-12-02]. （原始内容存档于2022-11-24） （中文（臺灣））.
3. ↑  .   [2022-12-03]. （原始内容存档于2022-11-28）.
4. ↑  中時新聞網 chinatimes. . 中時新聞網 chinatimes. 2016-08-23  [2022-12-02]. （原始内容存档于2022-12-02） （中文（臺灣））.